# 根本佳織
根本 佳織（ねもと かおり、1980年8月2日 - ）は、最高位戦日本プロ麻雀協会所属の競技麻雀のプロ雀士。千葉県出身。

## 来歴
美術の専門学校を卒業後、本格的に麻雀を始める。2002年、第27期後期に最高位戦日本プロ麻雀協会に入会、プロ雀士となる。
女流最高位戦において第5期から第9期まで5連覇を達成して「永世女流最高位」の称号を獲得。なお、獲得タイトル5期は女流プロでは最多である。
第39期B2リーグにおいて2位、第40期よりB1リーグに昇級。

## タイトル
- 女流最高位 5期（第5〜9期）

## 出演
- モンド21麻雀プロリーグ（MONDO21）